# Lukas Hemleb

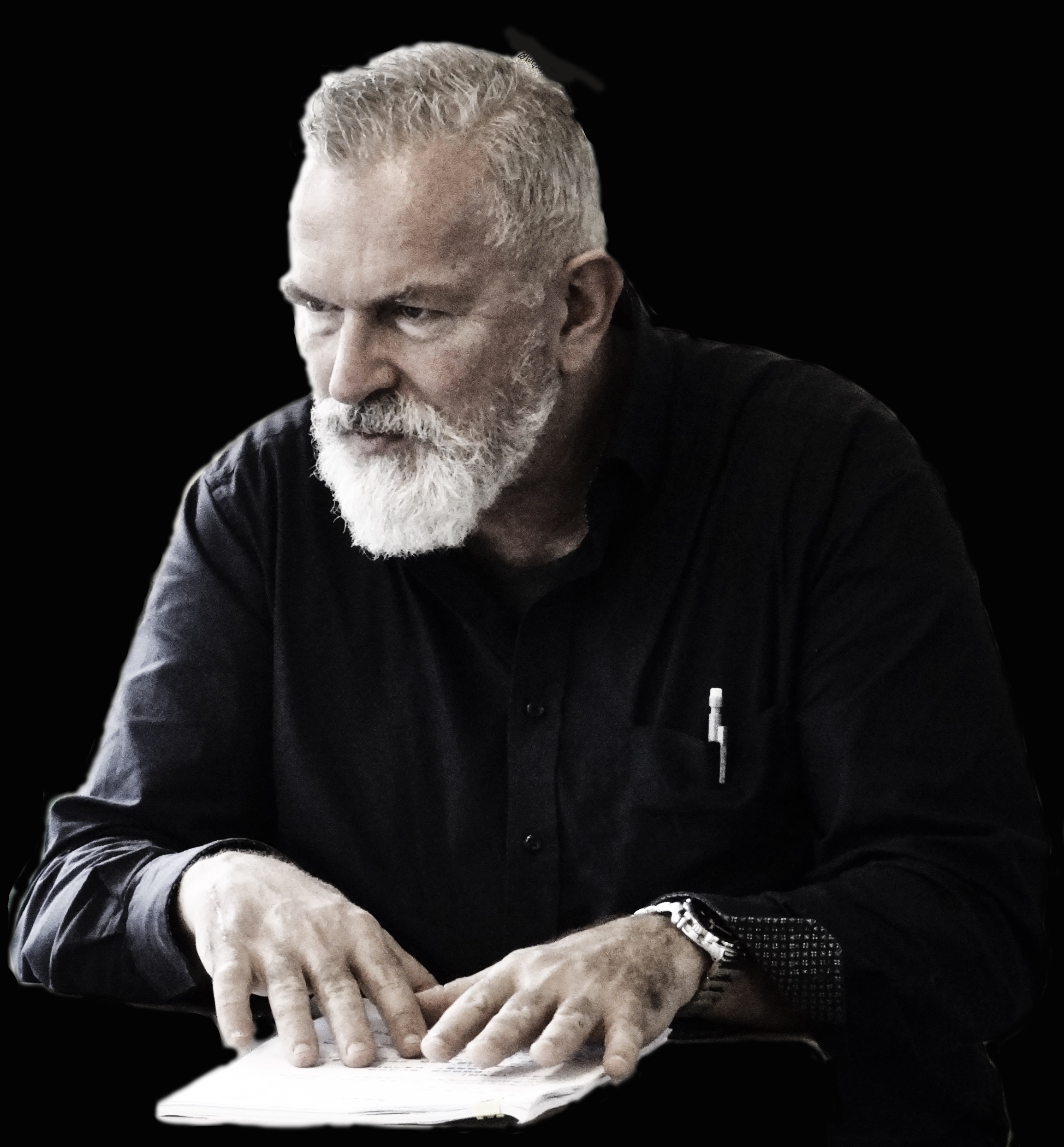
Lukas Hemleb (eigenes Werk 2019)

Lukas Hemleb (eigentlich Lukas Hemmleb) (* 1960 in Bad Homburg vor der Höhe) ist ein deutscher Regisseur, Opernregisseur, Bühnenbildner und Librettist.
Hemleb wuchs in Deutschland als Bruder der Dokumentaristin Maria Hemmleb auf. Er ist Halbbruder des Alpinjournalisten und Buchautors Jochen Hemmleb.  Seit vielen Jahren lebt und arbeitet Lukas Hemleb in Frankreich und Asien. Er hat sich von Anfang an als Regisseur von Musiktheater und Schauspiel, aber auch anderen Formen des Theaters profiliert. Zunächst war er in Berlin Regieassistent u. a. bei Peter Stein, Klaus Michael Grüber und Luc Bondy, außerdem in Italien bei Luca Ronconi. Als Regisseur begann er Mitte der 1980er Jahre in der Strasbourger Schauspielschule des Théâtre national de Strasbourg und an der Schaubühne am Lehniner Platz, zu arbeiten. Anschließend wirkte er als Regisseur auch in Bochum und Essen, dann aber auch mit Künstlern aus Kamerun und Nigeria.
Seine Theaterinszenierungen in Paris waren am Théâtre National de l’Odéon, an der Comédie-Française und anderen Theatern in Frankreich zu sehen, aber auch in der Schweiz (Lausanne), Belgien (Antwerpen), Deutschland (Berlin) und Österreich (Burgtheater und Theater an der Wien). Zu seinem Repertoire im Schauspiel gehören Shakespeare, Molière und zeitgenössische Autoren sowie auch Dramatisierungen von Dichtungen Dantes bis Zwetajewa. Er ist auch als Librettist für Musiktheaterwerke des Komponisten Reinhard Febel hervorgetreten.
Als Opernregisseur und auch Bühnenbildner arbeitete er in Paris, Lyon, Lissabon, Aix-en-Provence, Mannheim, den Schwetzinger Festspielen, der Deutschen Oper am Rhein. Sein besonderes Interesse gilt dabei Raritäten aus dem 17. und 18. Jahrhundert.
Hemleb setzte sich eingehend mit der chinesischen und japanischen Kultur auseinander und wirkte und wirkt in Taiwan und Japan.